# Joan Boix Iglesias
Joan Boix Iglesias   (Barcelona, 1891 - Barcelona, 3 de juny de 1965) fou dirigent esportiu.
Militar en la reserva, rellotger de professió i membre de la Reial Acadèmia de Ciències i Arts de Barcelona. Va ser president de la Federació Catalana d'Atletisme durant un any, del 1921 fins al 1922, després del segon mandat de Jaume García Alsina. Quan va accedir al càrrec era el president de la Internacional Futbol Club, una de les quatre entitats que l'abril de 1922 es van fusionar per crear la Unió Esportiva de Sants. Del 1928 a 1936 va ser president de la Federació Catalana de Rugby i el 1934 va veure com la Federació Catalana era admesa com a membre de ple dret de la Federació Internacional de Rugby Amateur (FIRA) i a més era nomenat vocal del seu Consell Directiu. Posteriorment la Federació Espanyola, que no va pair l'admissió de la Federació Catalana a la FIRA va inhabilitar tota la Junta Directiva per tres anys i va retirar la representació del rugbi en el Comitè Olímpic Espanyol, però ell va continuar en el seu lloc a la Catalana i va intensificar els partits internacionals de la selecció fins al 1936. Després de la Guerra Civil, va ser president de la Federació Catalana de Lluita del 1946 al 1950, i posteriorment va presidir també la Federació Catalana de Coloms Missatgers entre 1954 i 1956, ja que era membre de la Societat Columbòfila Missatgera Barcelona i un gran aficionat als coloms missatgers, durant la seva etapa de president, Barcelona va acollir del 4 al 6 de febrer de 1955, per primera vegada a l'estat espanyol, el cinquè Congrés Internacional Columbòfil i l'Olimpíada Columbòfila, en què van participar representants de vint països. Al marge de ser el president d'aquestes quatre federacions catalanes, també va estar molt vinculat amb altres esports com el futbol, on va ocupar diversos càrrecs en la Federació Catalana de Futbol o en la Junta Directiva del FC Barcelona, club del qual era soci de mèrit. També va formar part dels consells directius de la Federació Catalana de Basquetbol, del Comitè Olímpic Espanyol, de la Confederació Esportiva de Catalunya i de la Unió Catalana de Federacions Esportives (UCFE).